# Diffusione delle droghe nell'Unione europea

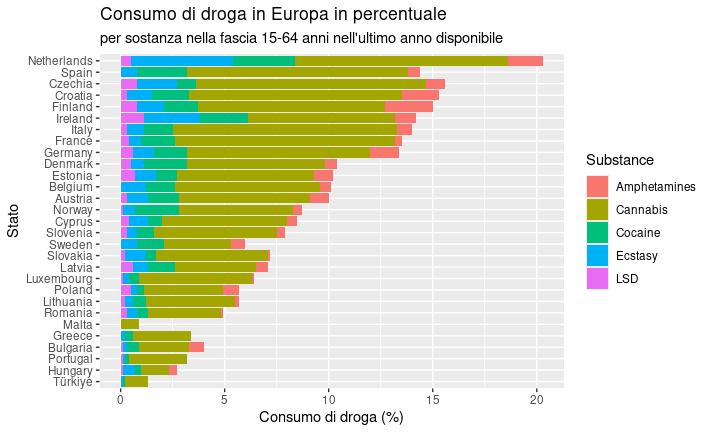
Fonte:[https://rpubs.com/lovepeacejoy404/statistiche_consumo_droga_europa Statistiche sul consumo di droga in Europa dal 1990 al 2023

L'European Monitoring Centre for Drugs and Drug Addiction (EMCDDA) fornisce le statistiche sul consumo di droga negli Stati membri della UE.

## Consumo "una tantum" di droga
Questi dati si prefiggono di analizzare il consumo di droga nella popolazione tra coloro che nella vita ne hanno fatto uso almeno una volta.

### Consumo nella popolazione (15-64 anni)
Secondo le statistiche dell'EMCDDA circa il 32% della popolazione tra i 15 ed i 64 anni ha fatto uso di cannabis una tantum nella vita. L'Italia è il terzo Paese per questo genere di consumo dopo la Danimarca con 32,5% e la Spagna (32,1%) mentre in fondo a questa classifica si pone la Romania con l'1,5% di consumatori.
Per quanto riguarda l'uso di cocaina, l'Italia occupa il terzo posto con il 7% di individui adulti (15-64 anni) che – almeno una volta – hanno fatto uso di cocaina. Al primo posto si colloca la Spagna con 10,2% ed al secondo posto il Regno Unito con il 7,4%. In fondo all'uso di cocaina si colloca la Romania con 0,1%.
Considerando i consumatori di amfetamine, circa il 3,2% di Italiani hanno assunto almeno una volta questa sostanza mentre il Regno Unito si colloca al primo posto con circa il 10% di adulti.
Il Regno Unito è al primo posto anche per il consumo di ecstasy (8,1%) mentre in Italia il 3% di adulti ha fatto uso di questa sostanza.
Per quanto riguarda l'LSD non esistono dati riguardo all'Italia mentre il Regno Unito conquista ancora il primato con il 5,3% di persone che hanno assunto questa sostanza almeno una volta nella vita.

#### Consumo nella popolazione maschile (15-64 anni)
Considerando solo gli uomini, i principali consumatori di Cannabis sono gli Spagnoli (40.5%), seguiti dai Danesi (39.7%), i Francesi (37.9%) e gli Italiani (36.6%).
Per quanto riguarda la cocaina, il primato spetta alla Spagna (15.1%), il Regno Unito (9.9%) e l'Italia (8.7%).
Nel consumo di anfetamine i Britannici maschi si mantengono i primi (12.6%), a seguito la Danimarca (9.2%) mentre l'Italia si ferma al 3.7%.
Il Regno Unito è anche prima nel consumo di ecstasy con il 10.7% (l'Italia si ferma al 4.2%) e di Lsd (7.6%).

#### Consumo nella popolazione femminile (15-64 anni)
Considerando il consumo di cannabis tra le sole donne, il 28.6% delle Italiane ha dichiarato di aver usato cannabis almeno una volta nella vita, a seguito le Danesi con il 26.4%.
Il consumo di cocaina è il più alto tra le donne italiane (5.6%), a seguito la Spagna con il 5.2%.
Il Regno Unito è il primo nel consumo di amfetamine (7.5%) mentre l'Italia si ferma a 2.7%.
Le Britanniche sono prime anche nel consumo di ecstasy con 5.5% (l'Italia si ferma a 2.1%) e di Lsd (3.1%)

### Consumo nella popolazione (15-34 anni)
Per quanto riguarda l'uso di cannabis tra la popolazione nella fascia di età tra i 15 ed i 34 anni di età, circa il 37,5% ha consumato cannabis almeno una volta nella vita. I principali consumatori sono i Cechi (45,5%), i Danesi (44,5%) ed i Francesi (43,6%). In fondo alla classifica si pone la Romania con il 2,9%.
Considerando l'uso di cocaina, il 13,6% degli Spagnoli hanno fatto uso di questa sostanza almeno una volta nella vita, seguiti dai Britannici con il 12,7% e dagli Italiani (7,6%). Ultimi sono i Rumeni con lo 0,1%.
Nell'uso di amfetamine il Regno Unito conserva il suo primato con il 14,3% mentre il 3,4% degli individui italiani nella fascia 15-34 anni hanno fatto uso di questa sostanza. In fondo vi sono sempre i Rumeni con lo 0,1%.
I Britannici sono al primo posto nell'uso di ecstasy (14,7%) mentre solo il 3,8% di Italiani ha usato questa droga.
Per l'Lsd il 7,1% dei Britannici tra i 15 ed i 34 anni ha fatto uso di questa sostanza mentre non esistono dati per l'Italia.

#### Consumo nella popolazione maschile (15-34 anni)
Considerando solo gli uomini, il 53.7% dei Danesi ha fatto uso almeno una volta di cannabis, a seguito la Repubblica Ceca con 53.2% mentre gli Italiani si fermano a 42.2%.
Nel consumo di cocaina gli Spagnoli hanno il primato con 19,4% seguiti dai Britannici con 16.5%. L'Italia si ferma a 9.5%.
I Britannici sono i primi nel consumo di amfetamine con 17.1% (4.3% per l'Italia), ecstasy con 17.2% (5.4% per l'Italia) e Lsd (9.9%).

#### Consumo nella popolazione femminile (15-34 anni)
La Repubblica Ceca ha il primato nel consumo di cannabis con il 37.6% mentre la Danimarca segue a breve distanza con 37.4%. L'Italia è tra le prime nazioni con 34.1%.
Il Regno Unito è il primo consumatore di cocaina tra le donne con 9.0% mentre l'Italia si ferma a 6.2%.
I Britannici sono i primi anche per consumo di Amfetamine (11.5% contro 2.8% per l'Italia), ecstasy (10.9% contro 2.6% per l'Italia) e Lsd (4.4%).

### Consumo nella popolazione (15–24 anni)
Il 34,2% degli “under 24” italiani ha fatto uso almeno una volta di cannabis. In prima posizione i Cechi (53,8%) seguiti dai Francesi (42%) e dagli Spagnoli (39,1%).
I britannici under 24 sono al primo posto nel consumo di cocaina con il 10,9% seguiti dagli Spagnoli (9,2%). Il 4,9% degli Italiani “under 24” ha assunto cocaina almeno una volta nella vita.
I Britannici sono al primo posto nel consumo di amfetamine (9,6%), ecstasy (11,7%) e Lsd (3,2%) mentre il consumo di amfetamine tra gli Italiani under 24 è del 2,1% e del 2,3% per l'ecstasy. Non vi sono dati riguardo al consumo di Lsd per gli Italiani “under 24”.

#### Consumo nella popolazione maschile (15–24 anni)
Tra i giovani maschi under 24 i Cechi sono i primi consumatori con il 59.1%, seguiti dai Francesi con 47.3% mentre gli Italiani si fermano a 37.3%.
Nel consumo di cocaina tra gli under 24, i Britannici sono i primi con 12.9% seguiti dagli Spagnoli con 12.8 mentre in Italia questo tipo di consumo è fermo al 5.5%.
I Danesi sono i primi per consumo di amfetamine (11%) seguiti dai Britannici (10.9%) mentre l'Italia si attesta al 2.4%.
I Britannici si confermano principali consumatori di ecstasy con il 14.2% (3.4% in Italia) e di Lsd (4.7%).

#### Consumo nella popolazione femminile (15–24 anni)
Le giovani ceche si confermano le prime per questo genere di consumo con il 48.6% mentre in Italia il consumo si ferma al 31.9%.
Il Regno Unito si mantiene il primo anche tra le donne per il consumo di cocaina con l'8.7% mentre in Italia il consumo riguarda il 4.5% del campione.
Le donne britanniche sono le prime anche nel consumo di amfetamine (8.2% contro l'1.9% dell'Italia), ecstasy (9.2% contro 1.4%) mentre l'Ungheria ha il primato per il consumo di Lsd (2.1%).

## Consumo di droga negli ultimi dodici mesi
Questi dati si prefiggono di analizzare il consumo di droga nella popolazione tra coloro che negli ultimi dodici mesi ne hanno fatto uso almeno una volta.

### Consumo nella popolazione (15-64 anni)
Fra gli individui che usato cannabis negli ultimi 12 mesi, il primato spetta alla Repubblica Ceca con l'11.1% e la Spagna con il 10.6%. In fondo alla classifica la Romania con lo 0.4%.
Per quanto riguarda il consumo di cocaina il primato spetta alla Spagna con il 2.7%.
Nel consumo di amfetamine i Britannici conservano il loro primato con l'1.1%.
Il Regno Unito si mantiene in testa anche per l'uso di ecstasy (1.7%).
Nel consumo di Lsd, Cipro assume la posizione di testa con 0.5%.

#### Consumo nella popolazione maschile (15-64 anni)
A differenza di quanto si può immaginare, gli uomini italiani sono i principali consumatori di cannabis in Europa. Ben il 17.3% ne ha fatto uso almeno una volta negli ultimi dodici mesi; a seguire la Repubblica Ceca con il 15.1%.
Nel consumo di cocaina, gli Spagnoli si mantengono i primi con il 4.2% seguiti dai Britannici con 3.6% mentre l'Italia si ferma al 2.9%.
I Britannici sono primi nel consumo di amfetamine con 1,4% (0.6% per l'Italia), ecstasy con 2.5% e LSD (0,5%).

#### Consumo nella popolazione femminile (15-64 anni)
La prevalenza al consumo di cannabis in Italia non si sposta anche analizzando solamente il campione femminile. Il 12% di Italiane hanno fatto uso di cannabis nell'ultimo anno e questa percentuale è la più alta in tutta Europa.
Le donne italiane sono anche le principali consumatrici di cocaina: l'1.4% ne ha fatto uso nell'ultimo anno contro l'1.3% delle donne britanniche.
Le donne dell'Estonia figurano le principali consumatrici di amfetamine con 0.8% mentre le Italiane si fermano a 0.3%.
Nell'uso di ecstasy si conferma il primato britannico con l'1% mentre l'Italia si ferma allo 0.4%.
Le donne dell'Estonia sono le prime consumatrici di Lsd con 0.3%.

### Consumo nella popolazione (15-34 anni)
Tra gli individui in età compresa tra i 15 ed i 34 anni, almeno il 21.6% dei giovani cechi ha fatto uso di cannabis. In seconda posizione l'Italia con il 20.3%.
Nel consumo di cocaina in questa fascia di età il primato spetta di nuovo al Regno Unito con il 5.2% mentre l'Italia si ferma al 2.9%.
Nel consumo di amfetamine circa il 2.5% dei giovani estoni ne ha fatto uso negli ultimi dodici mesi mentre l'Italia si ferma allo 0.6%.
Nel consumo di ecstasy il Regno Unito riprende il primato con il 3.9% mentre l'1% di Italiani ne ha fatto uso negli ultimi dodici mesi.
I Britannici sono i primi anche nel consumo di Lsd con lo 0,8% mentre non ci sono dati per l'Italia.

#### Consumo nella popolazione maschile (15-34 anni)
Nel consumo di cannabis il primato spetta ai Cechi con 28.7% seguiti dagli Spagnoli con 26.0% e dagli Italiani con 25.5%.
I Britannici sono i primi nel consumo di cocaina con 7.4% mentre gli Italiani sono terzi con il 4%.
Anche nel consumo di amfetamine il Regno Unito è il primo: il 2.7% ne ha fatto uso nell'ultimo anno mentre in Italia il consumo è fermo all'1%.
Primato britannico anche nel consumo di ecstasy con il 5.3% (1.6% per l'Italia) ed in quello di Lsd (1.1%).

#### Consumo nella popolazione femminile (15-34 anni)
Le donne italiane sono le principali consumatrici di cannabis con il 16.7% seguite dalle Ceche con il 14.4%.
Le donne britanniche sono le principali consumatrici di cocaina con il 3.0% seguite dalle Spagnole e dalle Italiane con il 2.1%.
L'Estonia ha il primato nel consumo di amfetamine con il 2.0% - mentre in Italia ci fermiamo allo 0.4% - e nel consumo di Lsd con 0.7%.

### Consumo nella popolazione (15-24 anni)
Tra i giovani under 24, il 29.5% dei giovani cechi ha fatto uso di cannabis negli ultimi dodici mesi seguiti dagli Spagnoli (23.9%) e dagli Italiani (22.3%).
Per l'uso di cocaina il Regno Unito continua ad essere in prima posizione con il 5.7% dei consumatori under 24 mentre l'Italia si ferma allo 2.5%.
Gli under 24 estoni sono i primi per il consumo di amfetamine con il 3.7% mentre gli Italiani si fermano allo 0.8%.
Nel consumo di ecstasy e LSD il Regno Unito si mantiene il primo con – rispettivamente – il 5.0% e l'1.2%. L'Italia si ferma all'1.1% nel consumo di ecstasy mentre non sono presenti dati per il consumo di Lsd.

#### Consumo nella popolazione maschile (15-24 anni)
Fra gli under 24 uomini, gli uomini della Repubblica Ceca sono i primi (36.5%) seguiti dagli Spagnoli (29.9%), i Francesi (26.9%) e dagli Italiani (26.7%).
Per quanto riguarda il consumo di cocaina, il più elevato è tra i giovani britannici con 7.6% mentre in Italia la percentuale è ferma al 3.3%.
I giovani danesi sono i primi nel consumo di amfetamine con il 4.8% mentre in Italia ci si ferma all'1.2%.
Il Regno Unito è il primo nel consumo di ecstasy con il 6.4% (1.7% in Italia) e di Lsd (1.7%).

#### Consumo nella popolazione femminile (15-24 anni)
Le giovani della Repubblica Ceca sono le principali consumatrici di cannabis: il 22.5% ne ha fatto uso nell'ultimo anno: seguono le Italiane con il 19.1%.
Il Regno Unito è il primo nel consumo di cocaina tra le under 24: il 4% ne ha fatto uso nell'ultimo anno contro il 2% dell'Italia.
Nel consumo di amfetamine le ragazze della Bulgaria sono le principali consumatrici con il 2.9% mentre in Italia il consumo negli ultimi dodici mesi riguarda lo 0.4% del campione intervistato.
Nel consumo di ecstasy primato per le giovani della Slovacchia con il 5.4% (0.7% in Italia) mentre il Regno Unito è il primo nel consumo di Lsd con lo 0.7%.

## Consumo di droga negli ultimi trenta giorni
Questi dati si prefiggono di analizzare il consumo di droga nella popolazione tra coloro che nell'ultimo mese ne hanno fatto uso almeno una volta.

### Consumo nella popolazione (15-64 anni)
Fra gli individui che hanno usato cannabis nell'ultimo mese, il primato spetta alla Spagna con il 7.6%, a seguito l'Italia con il 6.9%. In fondo la Romania con lo 0.1%.
Nel consumo di cocaina il primato spetta alla Spagna con 1.3%, a seguito Cipro a 0.7%.
I Bulgari e gli Estoni sono i primi nel consumo di amfetamine con 0.5% mentre gli Italiani si fermano a 0.1%.
I Britannici sono i primi nel consumo di ecstasy con un consumo di 0.7% (l'Italia si ferma a 0.2%) ed in quello di Lsd assieme a Cipro con una media dello 0.2%.

#### Consumo nella popolazione maschile (15-64 anni)
Tra coloro che hanno fatto uso di cannabis nell'ultimo mese, gli Spagnoli sono i primi consumatori con l'11% di uomini che ne hanno fatto uso seguiti dagli Italiani con il 9.6%.
Gli Spagnoli sono i primi anche nel consumo di cocaina con il 2.1% mentre in Italia il valore si ferma a 1.1%.
Gli Estoni si mantengono sempre i primi nel consumo di amfetamine con l'1% di consumatori mentre in Italia il valore si ferma a 0.3%.
Nel consumo di ecstasy primato sempre per i Britannici con l'1.1% mentre in Italia si attesta allo 0.3%.
I Ciprioti si rivelano invece i primi consumatori di Lsd con lo 0.4%.

#### Consumo nella popolazione femminile(15-64 anni)
Le donne italiane sono le principali consumatrici di cannabis: il 4.8% ne ha fatto uso durante l'ultimo mese; seguono le Spagnole con il 4.0%.
L'Italia occupa il secondo posto nell'uso di cocaina con lo 0.5% mentre al primo posto è il Regno Unito con lo 0.6%.
Le Bulgare sono le prime consumatrici di amfetamine con lo 0.4% mentre in Italia ci si ferma allo 0.1%.
Il consumo di ecstasy vede le donne britanniche sempre prime con 0.4% mentre in Italia ci si ferma a 0.1%.
Il consumo di Lsd è genericamente minimo ed il massimo si riscontra in Ungheria con 0.2%.

### Consumo nella popolazione (15-34 anni)
Tra gli individui in età compresa tra i 15 ed i 34 anni, il 14.1% dei giovani spagnoli ha fatto uso almeno una volta di cannabis, a seguito l'Italia con il 9.9% e la Francia con il 9.8%.
Nel consumo di cocaina, i primi sono i Britannici con il 2.5% mentre l'Italia si ferma al'1.1%.
Gli Estoni sono sempre i primi nel consumo di amfetamine mentre lo 0.2% degli Italiani consuma ecstasy.
I Ciprioti e i Britannici sono i primi nel consumo di Lsd con lo 0.3%.

#### Consumo nella popolazione maschile (15-34 anni)
Gli uomini spagnoli sono i primi consumatori di cannabis con il 19.8% mentre al secondo posto vi sono gli Italiani con 14.4%.
Il Regno Unito è al primo posto nel consumo di cocaina con il 4% mentre l'Italia è seconda a distanza con l'1.6%.
Estonia sempre prima nel consumo di amfetamine con 2.3% mentre in Italia ci si ferma a 0.4%.
Il consumo di ecstasy è maggioritario nel Regno Unito con il 2.4% (0.5% in Italia) mentre i Ciprioti sono i principali consumatori di Lsd con 0.7%.

#### Consumo nella popolazione femminile (15-34 anni)
Il consumo di cannabis tra le donne è uguale a quello degli uomini. L'8% delle donne spagnole ne ha fatto uso nell'ultimo mese seguite dalle donne italiane con 6/8%.
Il Regno Unito è primo nel consumo di cocaina con l'1.4% mentre in Italia ci si ferma a 0.7%.
Le Bulgare sono le principali consumatrici di amfetamine con 0.9% mentre lo 0.1% delle Italiane ne hanno fatto uso nell'ultimo mese.
La Slovacchia è la principale consumatrice di ecstasy con 1.1% mentre in Italia ci si ferma a 0.1%.

### Consumo nella popolazione (15-24 anni)
Tra i giovani under 24, il 17.2% degli Spagnoli consuma cannabis, a seguito la Francia (12.7%), la Repubblica Ceca (11.6%) e l'Italia (11.0%).
Il 3.0% dei giovani Britannici consuma cocaina mentre in Italia il consumo riguarda l'1.0% della popolazione under 24.
Gli Estoni sono i primi nel consumo di amfetamine (2.3%) mentre l'Italia si ferma allo 0.2%.

#### Consumo nella popolazione maschile (15-24 anni)
Il consumo di cannabis è tra gli under 24 spagnoli è il più alto tra i Paesi considerati: il 22.1% ne fa uso. Anche in Italia è particolarmente alto: il 15.5% ne ha fatto uso nell'ultimo mese.
Il consumo di cocaina è particolarmente alto nel Regno Unito con il 4.1% mentre in Italia ci si ferma all'1.4%.
L'Estonia ha sempre il primato nel consumo di amfetamine con il 4.6% mentre in Italia questa sostanza è stata consumata dallo 0.4% degli under 24 negli ultimi trenta giorni.
Il Regno Unito è il principale consumatore di ecstasy con il 2.9% mentre in Italia ci si ferma allo 0.6%.
I Ciprioti si mantengono i primi nel consumo di Lsd con lo 0.8%.

#### Consumo nella popolazione femminile (15-24 anni)
La Spagna è sempre il primo Paese consumatore di cannabis tra gli under 24 con il 12.1% seguito dall'Italia con Il 7.7%.
Le donne britanniche si mantengono le prime consumatrici di cocaina con l'1,9% del campione che ne ha fatto uso nell'ultimo mese mentre in Italia ci si ferma allo 0.8%.
Il consumo di amfetamine è alto in Bulgaria con l'1.3% mentre in Italia ci si ferma a 0.1%.
Primato nel consumo di ecstasy in Gran Bretagna con l'1.7% (0.4% in Italia).

#### Frequenza nel consumo della cannabis
Tra coloro che hanno usato cannabis nell'ultimo mese, il 47,6% degli Italiani ha una frequenza d'uso da uno a tre giorni. Con una percentuale più alta dell'Italia vi sono solo la Grecia (62.1%), la Norvegia (61.1%) e Cipro (61.0%).
L'Italia mantiene una percentuale alta anche fra coloro che fanno uso di cannabis con una frequenza da uno a nove giorni: nel nostro Paese questa percentuale arriva al 24,5%.
Fra coloro che ne fanno uso quasi giornaliero (più di 20 giorni su 30) in Italia questa percentuale arriva all'1%.

## Trend nella percentuale di coloro che hanno assunto cannabis nell'ultimo anno
Tra i Paesi considerati spicca il trend dell'Italia che è passata dal 9.2% del 2001 al 20.3% nel 2008. Al contrario la Repubblica Ceca è passata dal 28.2% del 2008 al 21.6% del 2009.
Da segnalare anche l'incremento della Spagna: nel 1998 il 4% della popolazione aveva fatto uso di cannabis nell'ultimo anno, dopo dieci anni la percentuale era salita al 13.6%.

## Trend nella percentuale di coloro che hanno assunto cocaina nell'ultimo anno
Dal 2001 al 2005 è sensibilmente aumentata la percentuale di coloro che hanno fatto uso di cocaina nell'ultimo anno passando dall'1.7% al 3.2%. Recentemente il trend è diminuito sebbene l'Italia resti il quarto Paese della UE per consumo di cocaina.

## Consumo di cannabis
Considerando il consumo di cannabis tra i 15-sedicenni il 19.6% degli studenti italiani in questa fascia di età ha già fatto uso di cannabis. Il primato è degli studenti Cechi con il 30.5%.
I consumatori abituali in Italia costituiscono l'1.9% della popolazione dai 15 ai 16 anni: l'Italia è di poco al di sopra della media europea che si ferma all'1.6%
I consumatori regolari sono invece il 6.6% con una media europea del 4.2%.
Percentuali più basse per i consumatori discontinui che sono il 2.9% contro una media europea del 4.2%.

## Numero di tossicodipendenti
Secondo l'EMCDDA in Italia vi sarebbero all'incirca 393.000 persone con problemi di dipendenza da droga con una percentuale del 10 per mille. Questa percentuale è seconda solamente al Regno Unito dove sarebbero il 10,1 per mille della popolazione.

L'Italia è in testa anche per quanto riguarda il consumo di oppiacei. Il consumo riguarderebbe il 5.5 per mille della popolazione con 216,000 persone con questo tipo di problema.